# Trattato di Canterbury
Il trattato di Canterbury è stato un accordo diplomatico concluso il 15 agosto 1416, tra Sigismondo di Lussemburgo, Imperatore del Sacro Romano Impero, e il Re Enrico V d'Inghilterra. Con il trattato si andava a costituire un'alleanza difensiva e offensiva contro il regno di Francia sullo sfondo della guerra dei cent'anni che vedeva impegnati inglesi e francesi.

## Antefatti
Inizialmente alleato con il Regno di Francia, Sigismondo iniziò a guardare sempre più con favore al Regno d'Inghilterra in seguito alla grave sconfitta francese nella battaglia di Agincourt. Dopo l'avvio del Concilio di Costanza, Sigismondo arrivò a Parigi il 1º marzo 1416 non riuscendo a raggiungere un accordo con il governo francese perché Bernardo VII d'Armagnac voleva mantenere il blocco navale su Harfleur e impedire agli inglesi di mantenere una base navale in Normandia. Inoltre, Sigismondo non poteva arrivare ad un accordo che soddisfacesse entrambe le fazioni, tra loro opposte, degli armagnacchi e dei borgognoni, impegnate in una guerra civile.
Come risultato, Sigismondo si recò a Londra il 3 maggio 1416 per negoziare con Enrico V d'Inghilterra. Al suo arrivo, l'imperatore venne nominato Cavaliere della Giarrettiera, fu invitato ad una sessione del parlamento e gli venne regalato un collare Lancaster. Tuttavia, Sigismondo ricercava ancora una soluzione di pace e continuò a negoziare anche con la Francia. Nel luglio 1416, Sigismondo convinse i contendenti a tenere una conferenza a Parigi a cui avrebbero partecipato Carlo VI di Francia, lo stesso Sigismondo ed Enrico V per discutere un possibile trattato che avrebbe portato alla pace e messo fine alla guerra dei cent'anni che intercorreva tra Francia ed Inghilterra.
Tuttavia, Bernardo d'Armagnac, avendo perso Valmont, convinse Carlo VI e il governo francese a rifiutare l'ambasciata perché riteneva che fosse solo uno pretesto che avrebbe portato alla conquista inglese del territorio di Harfleur. Irritato da questo rifiuto, Sigismondo decise di stipulare il Trattato di Canterbury solo con l'Inghilterra, sulla base del fatto che la Francia era favorevole allo scisma e si opponeva a qualsiasi accordo di pace.

## Motivazioni
Sigismondo voleva unificare la Chiesa cattolica e porre fine allo scisma papale e riteneva che le tensioni tra gli inglesi e i francesi rappresentassero uno dei principali ostacoli alla realizzazione dell'unificazione. Inoltre, Sigismondo desiderava creare un'Europa unita per combattere una crociata contro i turchi.

## Termini del trattato
Il trattato fu firmato il 15 agosto 1416. Enrico V e Sigismondo si promisero a vicenda sostegno militare al fine di riconquistare i territori detenuti dai francesi. Ai sudditi di entrambi fu data la possibilità di commerciare e muoversi liberamente tra le terre dell'altro. Concordarono, inoltre, che nessuna delle due parti avrebbe ospitato traditori o ribelli dell'altra, ma si sarebbero aiutati a vicenda in caso di un'invasione.

## Risultati
Il Trattato di Canterbury, favorendo l'Inghilterra e danneggiando la Francia, pose effettivamente fine all'amicizia tra la casa del Lussemburgo e i francesi, che il nonno di Sigismondo, Giovanni I di Boemia, aveva stabilito. Tuttavia, prima della fine del regno di Enrico V, le politiche stabilite con il trattato di Canterbury furono abbandonate perché Sigismondo divenne più coinvolto nel Concilio di Costanza e nel controllo sul territorio boemo e meno preoccupato per la politica franco-inglese. Tutte queste distrazioni significarono che Sigismondo non fu mai in grado di creare alcun supporto militare e che il vero intento del trattato non venne soddisfatto.